# Hirsebreifahrt

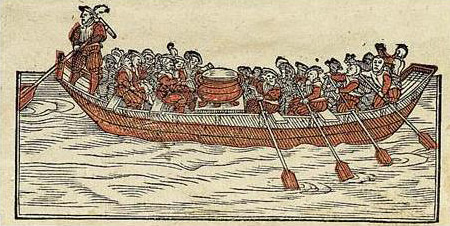
Le bateau des Zurichois avec la marmite de millet

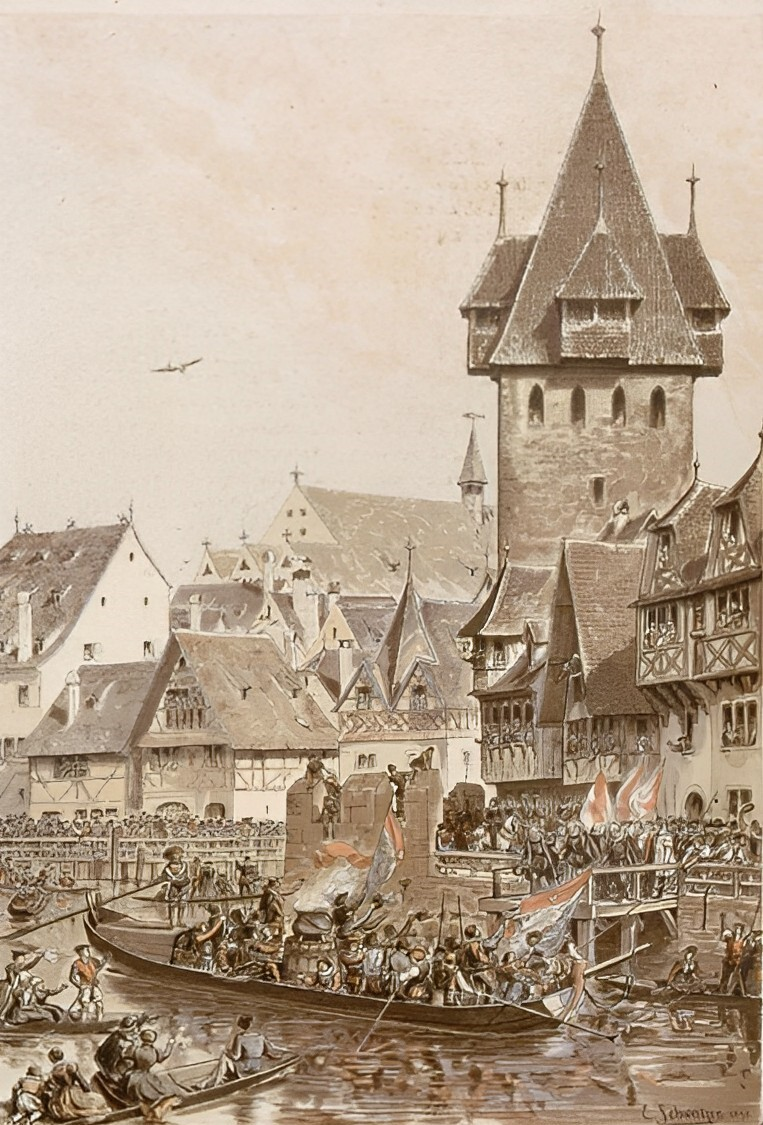
L'arrivée des Zurichois en 1576

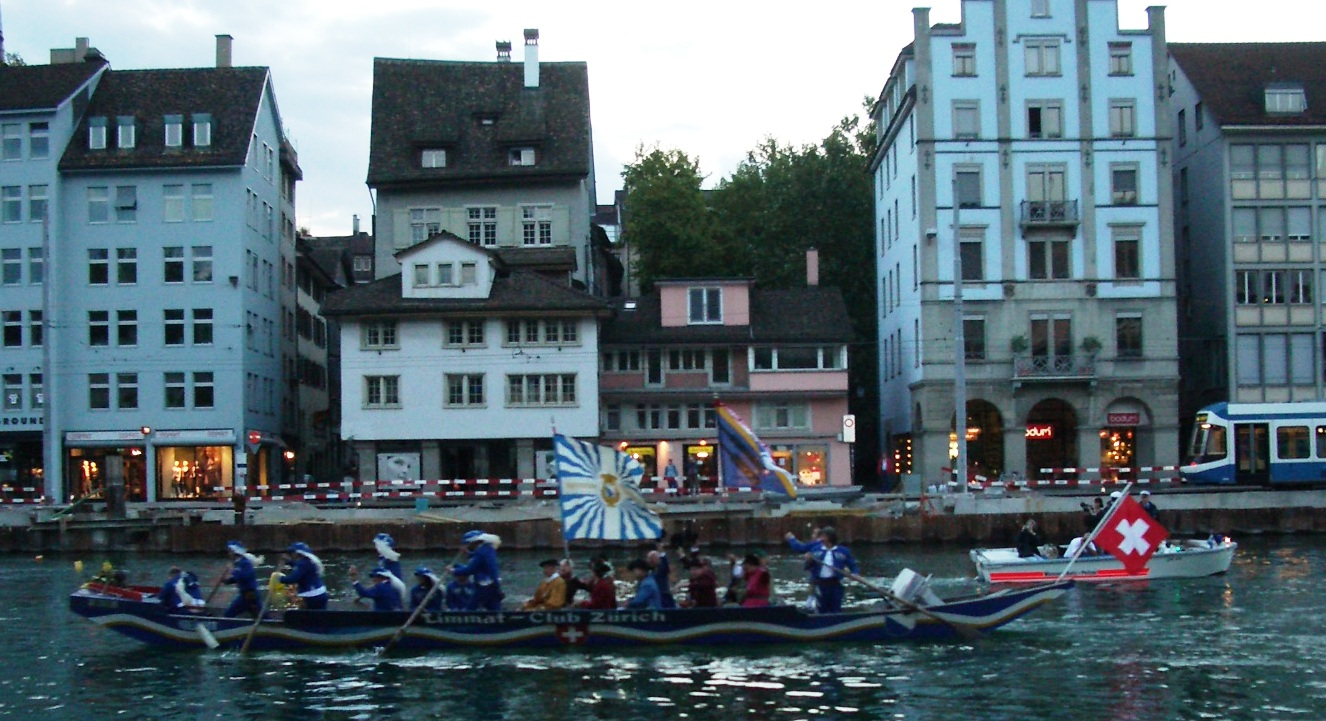
Départ de la course de 2006

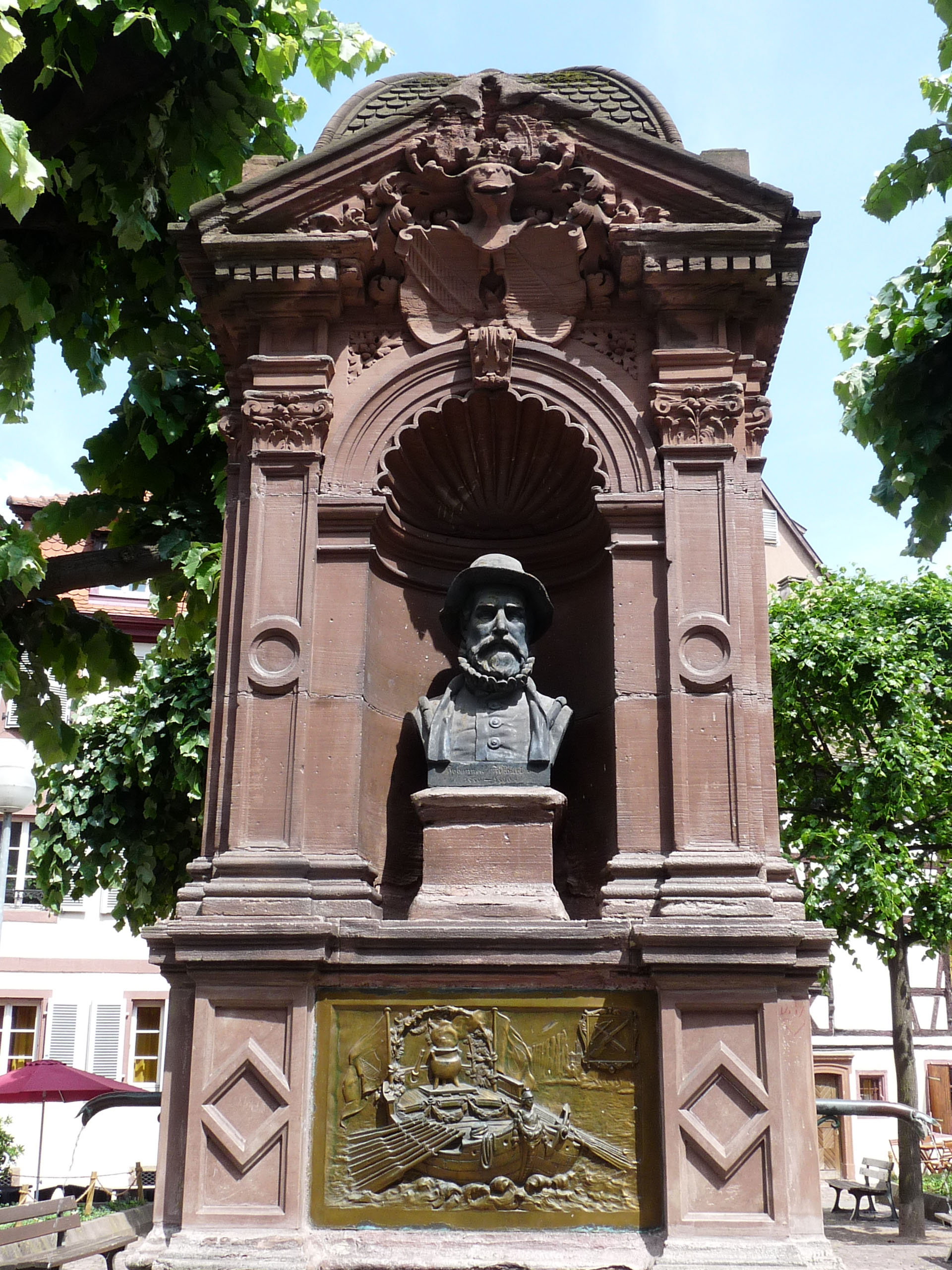
Monument aux Zurichois

Le Hirsebreifahrt  (littéralement transport de bouillie de millet) était un pari entre les Zurichois et les  Strasbourgeois pour que les premiers puissent venir en 24 heures au secours des seconds en cas d'attaque.
Les villes de Zurich et Strasbourg entretenaient des liens d'amitié et procédaient à des concours de tir à l'arc ou à l'arbalète.
Au début de la Réforme protestante, les deux villes se retrouvèrent protestantes et alliées, contre l'empereur Charles Quint catholique.
En 1456, Zurich prouva par un trajet en bateau de 22 heures qu'ils pouvaient secourir rapidement Strasbourg en amenant une marmite de bouillie de millet encore bien chaude. Un strasbourgeois s'est même "brûlé les babines" en la goutant.
La bouillie était contenue dans une marmite de 140 livres, entourée de sable préalablement chauffé dans un four. Le trajet se faisait par la Limmat, l'Aar et le Rhin. L'arrivée se faisait dans le quartier de la Krutenau alors relié au Rhin par le Rheingiessen, un bras du fleuve comblé en 1874.
L'exploit a été réédité le 20 juin 1576.
Pour le commémorer, une place et une rue de Strasbourg portent le nom des Zurichois, un monument (à l'origine fontaine) a été construit et des objets décoratifs créés conservés au musée historique de Strasbourg.
Le 11 septembre 1870 lors de la guerre franco-allemande, alors que Strasbourg était assiégée par les Wurtemburgeois, une délégation suisse vint demander aux autorités militaires allemandes 5 000 laissez-passer pour évacuer femmes, enfants et vieillards. Elle en obtint 1 100.

## Rééditions modernes
Depuis 1946, la course a lieu à nouveau tous les dix ans.
En raison de la présence de nouveaux déversoirs, barrages et écluses (29 obstacles au total), le trajet dure maintenant deux jours et demi. Et la marmite est chargée à bord seulement à Kehl. L'arrivée du bateau à Strasbourg est l'occasion d'une fête populaire.
La course de 2016 a eu lieu du 13 au 17 juillet.